# Samfundet Djursholms forntid och framtid

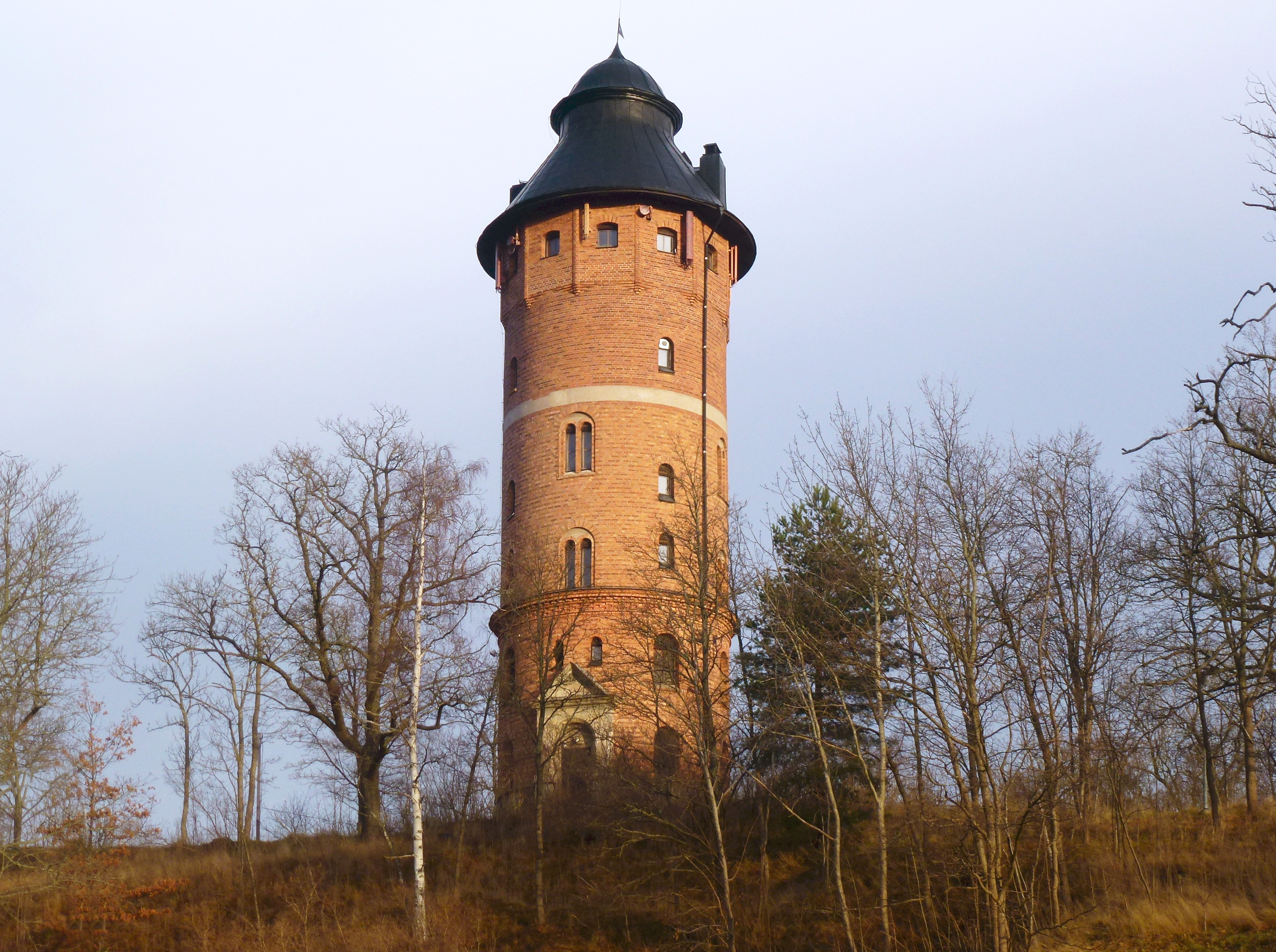
Djursholms vattentorn är sedan 1974 hemvist för Samfundet Djursholms forntid och framtid.

Samfundet Djursholms forntid och framtid är en hembygdsförening i Djursholm, Danderyds kommun. Föreningen har sedan 1974 sina lokaler i gamla Djursholms vattentorn.

## Historik

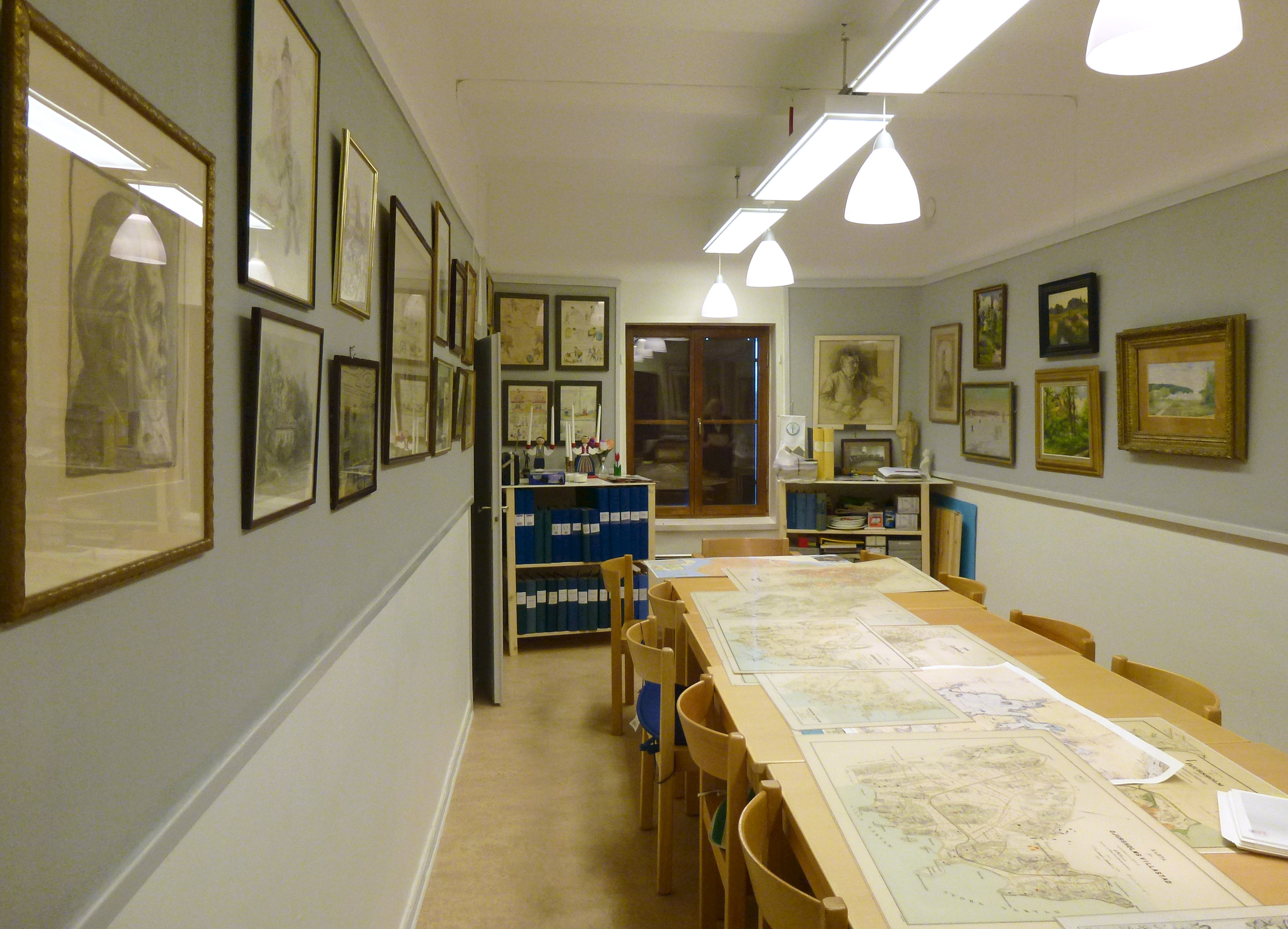
Samfundet Djursholms forntid och framtids styrelserum

Samfundet Djursholms forntid och framtid bildades hösten 1923. Initiativet kom från Djursholms stadsfullmäktige. Som motivering angavs att ett samfund skulle verka för att ”samla, bevara och bearbeta material rörande Djursholms historia samt värna och tillgodose historiska och konstnärliga krav vid omdaning och utveckling av vårt samhälle”. Samtidigt fick föreningen ett startbidrag på 1 000 kronor. Som förebild tjänade Samfundet S:t Erik i Stockholm som grundades 1901.
Samfundets omfattande arkiv finns sedan 1974 i Djursholms vattentorn. Samlingarna består av bland annat tavlor, fotografier, en nästan komplett samling årgångar av Djursholms Tidning, litteratur med Djursholmsanknytning, kartor och en dokumentation över Djursholms samtliga villor. Den värdefullaste delen av samfundets tavelsamling pryder väggarna i Djursholms slotts festvåning.
Samfundet Djursholms forntid och framtid har även publicerat en lång rad skrifter. Den första kom ut 1925 med bland annat en artikel av villastadens grundare Henrik Palme: ”Djursholms villastads tillkomst och första utvecklingsskeden”. Totalt har samfundet hittills (2013) gett ut 33 skrifter. År 1992 instiftades ”Djursholms hembygdspris”, som tilldelas någon som gjort en betydande insats för hembygden i Danderyd, främst i Djursholm. Priset utgörs av ett diplom och ett belopp av 10 000 kronor.